# LCI
Pour les articles homonymes, voir LCI (homonymie).
La Chaîne info, plus connue sous le sigle LCI, est une chaîne de télévision française d'information en continu du groupe TF1, lui-même détenu par le groupe Bouygues. LCI est la toute première chaîne d'information nationale créée en France, le 24 juin 1994.
Chaîne de télévision payante à son origine, LCI est toutefois retransmise en clair à partir de l'année 2016. Elle est  accessible notamment par le satellite, le câble, la retransmission par IPTV et par la TNT. Diffusée dès 2005 sur la TNT en définition standard, la chaîne est autorisée à exploiter la haute définition vingt ans plus tard, à partir du 1er mars 2025.

## Historique

### Lancement en 1994
LCI est lancée le 24 juin 1994 : l'antenne est inaugurée en direct sur le câble à 20 h 30 par Étienne Mougeotte, vice-président du Groupe TF1 et président de LCI, invité au journal de 20 heures de TF1 présenté par Claire Chazal. Françoise-Marie Morel présente le tout premier journal de LCI. Filiale du Groupe TF1, LCI est la première chaîne d'information en continu en France, quatorze ans après la création de CNN (Cable News Network) aux États-Unis. Le concept est imaginé par Christian Dutoit, alors directeur général adjoint de l'antenne de TF1 et Jérôme Bellay, créateur de la radio d'informations en continu France Info en 1987. En décembre 1994, LCI se fait remarquer en diffusant en direct la prise d'otages du vol Air France 8969 et leur libération par le GIGN,,. .

### Période 1996 à 2006
En septembre 1996, LCI diffuse Le Grand Jury, interview dominicale de la station de radio RTL en partenariat avec le quotidien Le Monde. De septembre à décembre 2008[réf. nécessaire], Pierre-Luc Séguillon est l'intervieweur pour LCI. En janvier 2009, Éric Revel lui succède.
LCI connaît plusieurs événements marquants en 1999-2000 :
- la diffusion 24 heures sur 24 à partir de mai 1999 ;
- le lancement du site internet lci.fr en juin 2000 ;
- le déménagement de LCI au sein de la Tour TF1 à Boulogne-Billancourt en septembre 2000 ;
- l'ouverture du premier bureau permanent à l'étranger à New York en novembre 2000.

En 2002, le Groupe TF1 se porte candidat avec LCI pour émettre sur la TNT payante. Après une audition au CSA le 26 juin 2002, LCI est sélectionnée aux côtés d'une autre chaîne d'information en continu, I>Télé du Groupe Canal+. Cependant, le Groupe TF1 conteste les choix du CSA par une demande au Conseil d'État, concernant les chaînes autorisées du Groupe Canal+ et de Lagardère SCA, cette dernière étant actionnaire du Groupe Canal+ : ceux-ci possèdent ensemble sept chaînes (TNT gratuite et payante) au lieu des cinq autorisées. Un nouvel appel à candidature pour des chaînes gratuites et payantes diffusées sur la TNT est alors effectué. Deux chaînes de télévision d'informations en continu sont autorisées à émettre : I>Télé, désormais candidate sur le gratuit ; ainsi que BFM TV, projet pour le gratuit, créée pour l'occasion par NextRadio.
À partir du 15 février 2006, LCI est disponible sur la chaîne no 38 de la TNT avec le lancement de l'offre payante de TPS baptisée « Pack TPS TNT » (comprenant également les chaînes TPS Star, Eurosport, Paris Première, TF6 et AB1).

### Période 2007 à 2014
En mai 2007, Jean-Claude Dassier supprime de l'antenne l'émission dominicale Le Monde des idées, créée en 1997 en partenariat avec le quotidien Le Monde et présentée par Edwy Plenel, alors directeur de la rédaction, puis par Laurent Greilsamer, rédacteur en chef. Le directeur général de LCI reproche la publication dans Le Monde d'une citation anonyme qualifiant LCI d'« annexe de l'UMP »,. Jusqu’en septembre 2005, Le Monde est aussi partenaire de l'émission Le Grand Jury diffusé sur LCI et RTL jusqu'à être remplacé par Le Figaro, à la demande de RTL,.
Le 15 janvier 2009, le Groupe TF1 lance une version radio de LCI diffusée sur Internet : LCI Radio. Par cette opération, la chaîne vise à obtenir un canal national sur la future Radio numérique terrestre. Misant sur l'interactivité avec ses auditeurs, LCI Radio reprend des contenus de la chaîne LCI et les complète en produisant des programmes spécifiques et inédits,. Toutefois, au début de 2011, le groupe TF1 décide de fermer la station.
Le 4 novembre 2009, le site Web de LCI devient TF1 News.
En janvier 2014, le Groupe TF1 demande au CSA de faire passer LCI sur la TNT gratuite. Cette demande est rapidement suivie de celles du Groupe M6 avec Paris Première et du Groupe Canal+ avec Planète+. Le 29 juillet 2014, le CSA annonce que les trois requêtes sont rejetées, ce qui devrait entraîner la fermeture de la chaîne dès le 1er janvier 2015. Faute d'avoir pu devenir gratuite et écartant toute offre de reprise ou de partenariats, notamment avec Le Figaro ou Le Monde, la direction de LCI a annoncé le 23 septembre 2014 son intention d'abandonner le hard news (info en continu dominée par ses concurrents BFM TV et CNews) au profit de l'analyse. Avec un effectif réduit à 54 personnes, LCI nouvelle formule pourrait être diffusée sur la Box des opérateurs ainsi que via Internet.

### Depuis 2016, diffusion en clair
Le 17 décembre 2015, le Conseil Supérieur de l’Audiovisuel valide le passage de LCI sur la TNT gratuite le 5 avril 2016 sur le canal 26 de la TNT.
Dès le 1er mars 2016, la chaîne est en accès gratuit depuis certaines box, par câble et par satellite. Depuis le 5 avril 2016, la chaîne LCI est diffusée en clair, sur la TNT, sur le canal 26 et est également retransmise sur Apple TV et Android TV depuis juin 2016.
Elle n’est cependant pas diffusée sur la TNT outre-mer.
Depuis le 29 août 2016, la nouvelle grille des programmes de la chaîne débute avec un nouveau plateau. Dans le même temps, les rédactions de Metronews, de MYTF1News et de LCI fusionnent et partagent également un seul site web sous le nom de cette dernière[réf. nécessaire].
En 2018, la fonction de Directeur de l'Antenne et des Opérations Spéciales est occupée par Laurent Delpech, un ancien journaliste et directeur d'Europe 1.
LCI bénéficie d'une nette progression de son audience en 2019 et parvient à dépasser CNews et à se rapprocher de BFMTV. Le président du CSA, Roch-Olivier Maistre, a ainsi critiqué la « course frénétique » de LCI et CNews, « en concurrence frontale », « qui perdent de l’argent et sont dans une stratégie de rechercher le show, le spectaculaire ». La chaine a quelquefois suscité la polémique à la suite des propos de certains de ses commentateurs jugés véhéments à l'égard des pauvres ou des musulmans. Le responsable d’une de ses concurrentes s'en agace : « LCI est la plus perverse ! Sous couvert de chaîne bourgeoise, elle recycle un éditorial qui s’appuie sur les pires polémiques sociétales. »
En décembre 2020, Arrêt sur images relève que LCI « remplit ses quotas de gauche la nuit » en diffusant en boucle des interviews de personnalités politique de gauche après 2 h du matin. En 2019, la chaine est épinglée dans le rapport annuel du Conseil supérieur de l'audiovisuel (CSA) sur le temps d'intervention des personnalités politiques, avec plus de 74 % du temps d'antenne offert au parti présidentiel LREM, contre une moyenne de 41 % pour les autres chaines d’information en continu.
Le 30 juin 2021 dans Le Figaro, Gilles Pélisson annonce un nouveau LCI mêlant informations et débats, une alternative face à la percée de CNews. Les débats sont maintenus à l'antenne mais pourvant être moins nombreux qu'antérieurement.
Depuis février 2022 et le début de la guerre en Ukraine provoquée par l'invasion russe du pays, la chaîne adopte un nouveau positionnement éditorial et se démarque de ses concurrentes (BFM TV, CNews et France Info), en abordant très régulièrement ce conflit, multipliant reportages, débats et analyses, alors que les chaînes d'infos françaises concurrentes sont plus tournées vers l'actualité nationale française et l'actualité mondiale au sens large,.
En 2024, LCI est candidate au renouvellement de son canal national sur la TNT française dont l'autorisation arrive à échéance en 2025. La chaîne est auditionnée le 9 juillet 2024 par l'Arcom.
Le 1er mars 2025, la fermeture de C8 et NRJ12 entraînent le passage de LCI en Haute Définition sur la TNT.
Le 6 juin 2025, dans le cadre de la nouvelle numérotation des chaînes de la TNT, l'Arcom choisit de constituer un bloc de chaînes d'information en continu entre les canaux 13 et 16, en conservant l'ordre relatif des quatre chaînes. LCI récupère donc le canal 15, anciennement dédié à BFM TV, qui passe sur le 13.

## Activité et résultats
Le capital de LCI est détenu à 100 % par le Groupe TF1 SA.
En 2007, la chaîne dispose d'un budget de 55 millions d'euros.
LCI devient rentable à partir de 2004, soit dix ans après son lancement. Mais la crise de la publicité a érodé ce modèle économique et la chaîne a perdu des recettes, devenant déficitaire.
En septembre 2022, LCI remporte le Grand Prix des Médias organisé par CB News.
|                    | 2014   | 2015   | 2016   | 2017   | 2018   |
| ------------------ | ------ | ------ | ------ | ------ | ------ |
| Chiffre d'affaires | 29 995 | 27 388 | 13 664 | 12 639 | 10 267 |
| Résultat (perte)   | 8 480  | 8 729  | 38 604 | 34 034 | 31 663 |
| Effectif           | 132    | 124    | 177    | 198    | 201    |

## Identité graphique et habillage

### Logos

#### LCI

Logo de LCI du 24 juin 1994 au 2 janvier 2012.
Logo de LCI du 2 janvier 2012 au 1er janvier 2016.
Logo de LCI du 1er janvier 2016 au 28 août 2017
Logo de LCI depuis le 28 août 2017.

#### Internet
De juin 2000 à octobre 2006, le site LCI.fr utilise le logo de TF1.fr en dessous duquel est ajouté celui de LCI. Modernisé en 2006, il est abandonné en 2009. De fait, après la refonte de TF1.fr en avril 2009, le Groupe TF1 décide de refondre son offre d'information en ligne et abandonne la marque LCI.fr le 4 novembre 2009 qui est remplacée par TF1 News qui combine les contenus provenant de LCI et des journaux télévisés de TF1. Lors de la refonte de l'offre internet du Groupe TF1 en février 2013 tous les sites adoptent le préfixe « MYTF1 », TF1 News devient ainsi MYTF1 News. Le lancement de LCI sur la TNT gratuite en avril 2016 est l'occasion du retour de la marque LCI sur le web et sur les smartphones iOS et Android. Le nouveau site, qui remplace MYTF1 News et Metronews, est mis en ligne le 29 août 2016 et utilise le logo de la chaîne à l'identique.
Le 24 janvier 2022, le groupe TF1 présente une nouvelle offre d'information digitale rassemblant l'information (rédactionnelle et audiovisuelle) des rédactions de TF1 et de LCI sous une même marque, TF1 INFO.

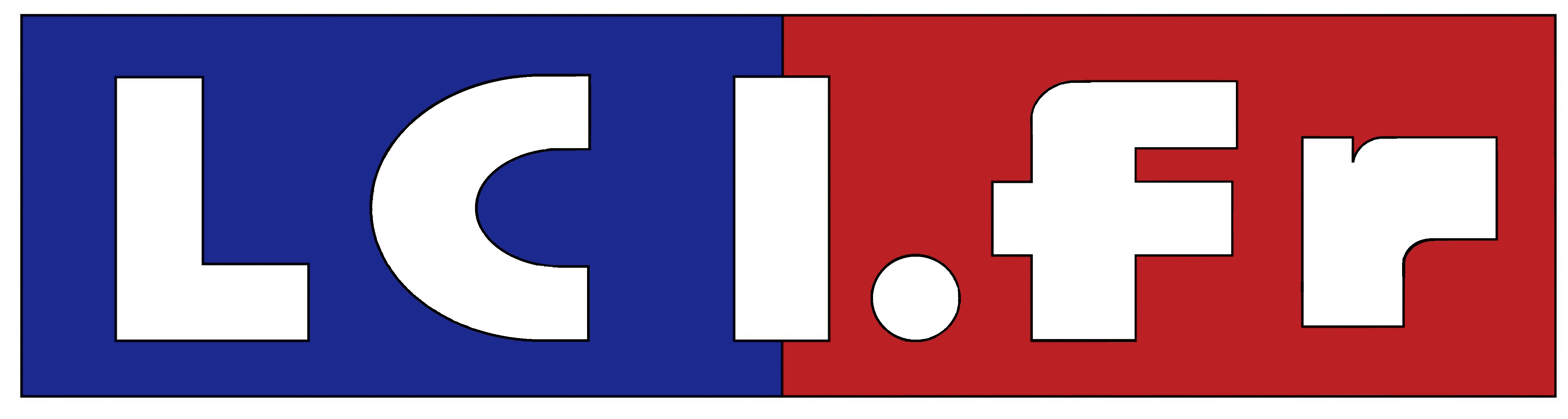
Logo de LCI.fr de juin 2000 à octobre 2006.
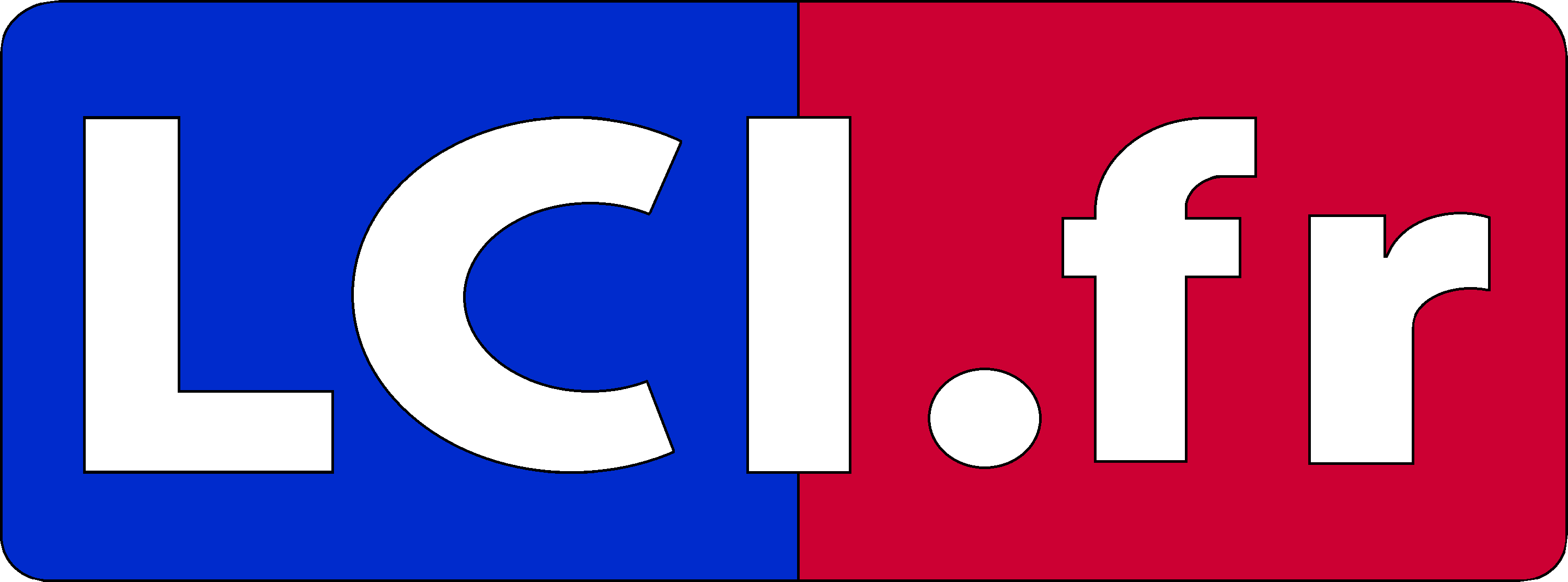
Logo de LCI.fr d'octobre 2006 au 4 novembre 2009.
Logo de TF1 News, du 4 novembre 2009 au 24 février 2013.
Logo de MYTF1 News du 24 février au 28 septembre 2013.
Logo de MYTF1 News du 28 septembre 2013 au 29 août 2016.
Logo du site internet de LCI du 29 août 2016 au 28 août 2017.
Logo du site internet de LCI du 28 août 2017 au 24 janvier 2022.
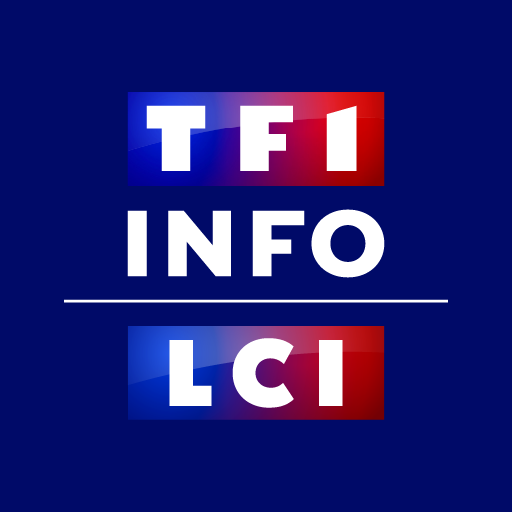
Logo du site internet  TF1  INFO  LCI  AU  24 janvier 2022.

### Slogans
- 1994-2012 : L'information en continu sur LCI.
- 2012-2015 : Mieux que savoir, comprendre.
- 2016-2017 : Le choix de l'info[39].
- 2017-2025 : Vous êtes au cœur de l'info.
- Depuis juin 2025 : L'info, la vraie.

### Habillage d'antenne
Depuis sa création, la chaîne modifie successivement cinq fois son habillage graphique, ses plateaux et ses décors : le 4 septembre 2000 lors de son arrivée dans les locaux de TF1, le 5 janvier 2005 puis lors de son passage au format 16/9, le 30 octobre 2008 lors de l'inauguration de son nouveau studio principal et le 2 janvier 2012, lors de son arrivée dans les bouquets des fournisseurs d'accès à Internet. Elle modifie son habillage d'antenne et son nouveau studio au début de l'été 2015.
LCI a procédé de nouveau à des changements d'habillage et a modifié le décor de son studio principal dès le 1er janvier 2016, pour l'arrivée de la chaîne sur la TNT gratuite.
Le 28 août 2017, pour fêter l'arrivée de nouveaux présentateurs (David Pujadas - aux commandes de 24h Pujadas, l'info en questions - entre autres), la chaîne met à l'antenne un nouvel habillage, conçu par l'agence de communication Gédéon et fait modifier légèrement son logo, celui-ci redevenant entièrement rectangulaire. À la rentrée 2018 la barre des titres ne prend qu'une ligne.
Pour la première fois depuis la création de la chaîne, le 6 janvier 2020, le logo de la chaîne et l'horloge numérique sont incrustés en haut à droite de l'écran.
Le 29 août 2021, la chaîne change d'habillage dès 18 h lors de l'émission « En toute franchise ».
LCI change d'identité visuelle et sonore le 6 juin 2025, à l'occasion de son passage du canal 26 au canal 15 de la TNT. Le nouvel habillage (dégradés de bleu, éléments jaunes et rouges) est plus dynamique, avec l'incrustation de texte déroulant sur la partie gauche de l'écran[réf. nécessaire].

## Organisation

### Dirigeants

#### Président
- 1994-2007 : Étienne Mougeotte
- 2007-2016 : Nonce Paolini
- Depuis 2016 : Gilles Pélisson

#### Directeur général
- 1993-1994[44] : Christian Dutoit
- 1994-1996[45] : Jérôme Bellay
- 1996-juillet 2008 : Jean-Claude Dassier
- juillet 2008 - 2015 : Éric Revel
- juillet 2015 - janvier 2016 : Éric Jaouen
- janvier 2016 - 16 août 2016 : Nicolas Charbonneau
- De 2016 a 2024 : Thierry Thuillier
- depuis le 2 septembre 2024 : Guillaume Debré [46]

Directeur général adjoint
- février 2018 - juillet 2024 : Fabien Namias

#### Directeur de la rédaction
- juin 2008 - juillet 2010 : Éric Revel
- juillet 2010 - juillet 2013 : Laurent Drezner
- juillet 2013 - juillet 2015 : Anne de Coudenhove
- juillet 2015 - mars 2016 : Florence Aufaure - Christophe Berg
- 21 mars 2016 - 21 juin 2016 : Céline Pigalle
- octobre 2016 - mai 2018 : Eric Monier
- mai 2018 - juin 2020 : Valérie Nataf
- Depuis juin 2020 : Bastien Morassi.

### Rumeurs de rapprochement
Au printemps 2007, selon certains médias, les dirigeants de TF1 et de Canal+ étudient la possibilité d'une fusion de leurs chaînes d'information en continu respectives, LCI et i>Télé. La montée en puissance de BFM TV inquiète les dirigeants des deux groupes et i>Télé est alors la seule chaîne gratuite du groupe Canal+, groupe spécialisé dans la télévision payante. Patrick Le Lay, président du groupe TF1, dément l'information : « La fusion avec i>Télé n'est pas à l'ordre du jour. Il n'y a pas de projet de fusion aujourd'hui »[réf. nécessaire].
Toutefois, après le départ de Patrick Le Lay du groupe TF1, ce projet refait surface : « certains à TF1 n'excluent pas de relancer des discussions pour un rapprochement de LCI avec l'une ou l'autre de ses concurrentes de la TNT gratuite, i>Télé ou BFM TV », écrit ainsi Le Monde en février 2008.
En juin 2009, Nonce Paolini, successeur de Patrick Le Lay, se prononce sur la situation de LCI : alors déficitaire, la chaîne doit être rapprochée de la direction de l'information de TF1, sans être ni fondue dans TF1 ni fusionnée avec i>Télé.
Début 2011, le terme imminent du contrat d'exclusivité entre Canalsat et LCI relance les rumeurs de fusion avec une autre chaîne d'information, de transformation en chaîne gratuite ou encore de fermeture d'antenne.

### Moyens
En septembre 2007, LCI emploie 250 collaborateurs dont 140 journalistes et dispose de dix-huit bureaux en province ainsi que de six bureaux à l'étranger.
À la fin de l'année 2006, une partie des moyens éditoriaux, de production et techniques de LCI sont mis à contribution à parité avec ceux du groupe France Télévisions dans la chaîne d'information française internationale France 24. Toutefois, cette participation croisée est abandonnée par le Groupe TF1 en octobre 2008.

### Siège
Les studios de la chaîne sont initialement situés dans l'ancien siège de Canal+ au sein de la Tour Olivier-de-Serres dans le 15e arrondissement de Paris.
En septembre 2000, LCI déménage pour intégrer le siège de TF1 (Tour TF1) à Boulogne-Billancourt (Hauts-de-Seine).

## Programmes
Ci-dessous, la grille des programmes de LCI pour la saison 2024-2025. Celle-ci peut être soumise à des changements au cours de l'année.
vert : Direct
rose : Rediffusion - Reportages 

## Présentateurs et journalistes

### Journalistes, chroniqueurs de la chaîne
- Jean-Baptiste Boursier
- Anne-Chloé Bottet
- Élizabeth Martichoux
- Guillaume Cérin
- Magali Lunel
- Christophe Moulin
- Marie-Aline Méliyi
- David Pujadas
- Solenn Riou
- Amélie Carrouër
- Émilie Broussouloux
- Thomas Misrachi
- Darius Rochebin
- Paola Puerari
- Isabelle Moreau

#### Politique
- Soazig Quemener
- Nicolas Domenach
- Renaud Pila
- Arlette Chabot
- Frédéric Delpech
- Ruth Elkrief
- Marie Chantrait
- Valérie Nataf
- Alison Tassin
- David Doukhan

#### Police / Justice
- Raphaël Maillochon
- Marie Belot
- Guillaume Chièze
- Alexandra Guillet

#### Économique
- Catherine André
- Jean de Belot
- Nicolas Bouzou
- Isabelle Gounin
- Claire Fournier
- François Lenglet
- Pascal Perri

#### Culture
- Ségolène Alunni
- Sandra Marconi

#### Météo
- Vanessa Matagne
- Evelyne Dheliat
- Coralie Dioum
- Guillaume Woznica

#### International
- François Clémenceau
- Xavier de Giacomoni
- Magali Barthès
- Catherine Jentile
- Abnousse Shalmani
- Margot Haddad

#### Géopolitique
- Aurélien Duchêne
- Pierre Servent

#### Militaire
- Michel Goya

#### Chroniqueurs/Journalistes
- Narjisse Hadji
- Amal Laoui
- Matthieu Karmann
- Jade Partouche
- Benjamin Cruard
- Caroline Fourest
- Jordan Ollivier
- Laura Pouget
- Camille Baron
- Brandon Warret
- Nivin Potros
- Justine Fressiney
- Lucile Devillers
- Faïza Younsi
- Quentin Bérichel

## Anciens présentateurs
- Julien Arnaud
- Nikos Aliagas (2004-2010)
- Sylvain Attal (1994-1996)
- Florence Aufaure (1994-2002)
- Roselyne Bachelot (2017-2020)
- Philippe Ballard (1994-2021)
- Laurent Bazin (1999-2004)
- Christophe Beaugrand (2010-2016 et 2018-2023)
- Amandine Bégot (2008-2009 et 2016-2017)
- Valérie Bénaïm (1998-1999)
- Valérie Béranger (2001-2006)
- Jérôme Bertin (1995-2002)
- Stéphane Blakowski (2005)
- Christian Boner (1994-1997)
- Adrien Borne (2016-2022)
- Gilles Bouleau (1996-1999)
- Bernard Briançon (1994-1997)
- Valérie Broquisse (1994-?)
- Éric Brunet (2019-2024)
- Patrick Buisson (1997-2007)
- Jean-Louis Caffier (1994-2007)
- Yves Calvi (2016-2017)
- Katherine Cooley (1998-2017)
- Audrey Crespo-Mara (2007-2020)
- Laurent Delahousse (1996-1998)
- Julien Dommel (2009-2018)
- Guillaume Durand (1994-1997)
- Stefan Etcheverry (2021-2023)
- Valérie Expert  (2000-2016)
- Laurence Ferrari (1997-2000)
- Michel Field (2005-2015)
- Rebecca Fitoussi (2009-2017)
- Jean-Pierre Gaillard (1994-2008)
- Olivier Galzi (2018-2020)
- Thierry Gilardi (2004-2005)
- Damien Givelet (1994-2023)
- Thierry Guerrier (2001-2004)
- Mona Hadji (2002-2012)
- Vincent Hervouët  (1994-2017)
- Thomas Hugues (1994-1996)
- Romain Hussenot (1998-2015)
- Christine Kelly (2000-2009)
- Catherine Kirpach (1994-2005)
- Catherine Laborde (1994-2017)
- Anne-Sophie Lapix (1999-2005)
- Pascale de La Tour du Pin (2017-2021)
- Bénédicte Le Chatelier (2004-2024)
- Hélène Lecomte (2000-2020)
- Jacques Legros (1994-1997)
- Patricia Loison (1994-2004)
- Daniela Lumbroso (1994-2001)
- Frédéric Lopez (1996-1998)
- Hélène Mannarino (2021-2022)
- Isabelle Marie (1994-1998)
- Jean-Baptiste Marteau (2008-2013)
- François-Xavier Ménage (2016-2017)
- Karine de Ménonville (1994-2007)
- Céline Moncel (jusqu'en 2013)
- Helena Morna
- Erika Moulet (2007-2014)
- Emmanuel Ostian
- Christophe Pallée (2012-2013)
- Bernard Poirette (2021-2024)
- Patrick Poivre d'Arvor (1994-2008)
- Daniela Prepeliuc
- Audrey Pulvar (2002-2003)
- Jean-François Rabilloud (1996-2012)
- Nathalie Renoux (1998-2006)
- Harry Roselmack (2006-2007)
- Daphné Roulier (1996-1997)
- Anne Seften
- Pierre-Luc Séguillon (1994-2008)
- Edith Simonnet
- Jean-Marc Sylvestre (1994-2010)
- Mélissa Theuriau (2003-2006)
- Véronique Touyé (1994-2018)
- Elsa Vecchi (1996-2005)
- Bernard de la Villardière (1994-1996)
- Florence O'Kelly

## Audience

### Audience sur le câble ou le satellite (jusqu'enavril 2016)
| Période                              | PdA en % | Téléspectateurs par mois |
| ------------------------------------ | -------- | ------------------------ |
| novembre 1999 - décembre 1999        | 1,4 %    | 2 millions               |
| 31 décembre 2001 - 16 juin 2002      | 1,1 %    | NC                       |
| 30 décembre 2002 - 15 juin 2003      | 1,3 %    | NC                       |
| septembre 2003 - février 2004        | 1,0 %    | NC                       |
| janvier 2005 - juin 2005             | 1,0 %    | NC                       |
| septembre 2005 - février 2006        | 0,9 %    | NC                       |
| septembre 2012 - février 2013        | 0,2 %    | NC                       |
| 31 décembre 2012 - 16 juin 2013      | 0,2 %    | NC                       |
| 2 septembre 2013 - 16 février 2014   | 0,2 %    | NC                       |
| 30 décembre 2013 - 15 juin 2014      | 0,2 %    | 4,9 millions             |
| 1er septembre 2014 - 15 février 2015 | 0,2 %    | 4,9 millions             |
| 29 décembre 2014 - 14 juin 2015      | 0,2 %    | 4,9 millions             |

L'audience de LCI est publié par vague dans le Mediamat Thematik. Depuis qu'elle existe, LCI est en tête des audiences parmi les chaînes d'information payantes en France ; Euronews ayant été créée un an plus tôt.
Selon l’étude « Mediacabsat » de l'institut de mesure d'audience Médiamétrie pour le câble et le satellite, sa part d'audience, c'est-à-dire le pourcentage des personnes regardant la chaîne par rapport au nombre total de personnes regardant la télévision à la même période représente 0,8 % en moyenne en juillet 2006, sur l'univers câble, satellite et xDSL TV. Ce résultat part d'audience peut être mis en perspective avec ceux obtenus par les chaînes d'information en continu à l'étranger, lesquelles atteignent 1 %, à l'instar de CNN aux États-Unis dont la part moyenne de marché représente 0,8 %.
Jusqu'en 2004, LCI reste donc la première[réf. nécessaire] chaîne d'information payante en continu sur le câble, le satellite et l'IPTV. En revanche, sur la TNT gratuite, la bataille fait rage entre BFM TV et CNews, lancées toutes les deux sur le réseau à l'automne 2005.
Le constat que les cadres supérieurs et dirigeants seraient deux fois plus équipés que le reste de la population en technologie mobile (smartphone, PDA, ordinateur portable), conduit en 2005, les dirigeants de la chaîne à lancer « LCI Mobile ». Ce service est censé être consultable à tout moment par les CSP+ (Catégories socio-professionnelles).
Le 29 janvier 2012, lors de la diffusion d'une interview du Président de la République Nicolas Sarkozy, LCI décroche son record historique en réunissant 250 000 téléspectateurs au quart d'heure moyen, soit cinq fois son audience habituelle. L'intervention du Président de la République française, également diffusée sur sept autres chaînes, réunit au total plus de 16,5 millions de téléspectateurs.

### Audience sur la TNT en clair (depuisavril 2016)

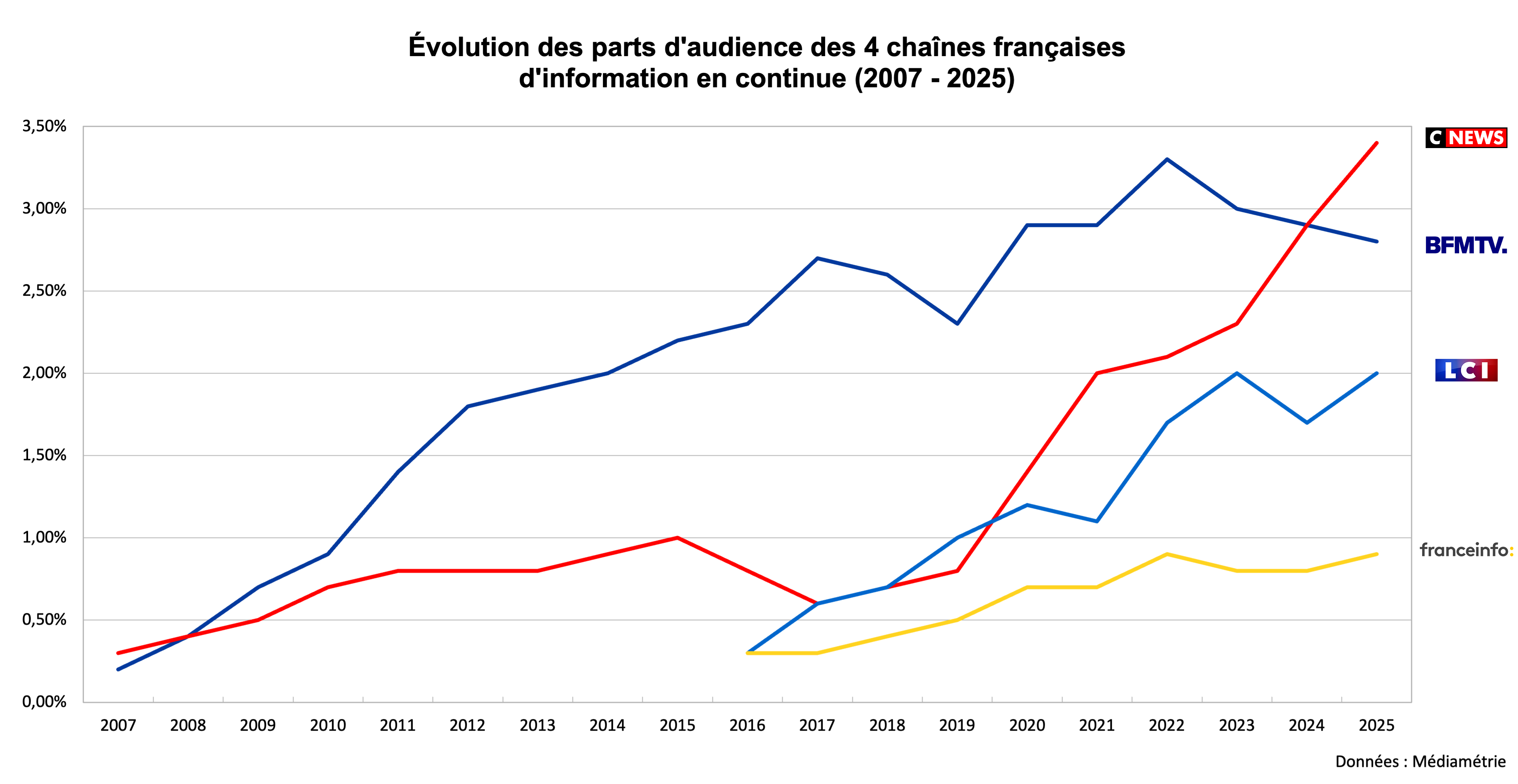
Parts d'audience des 4 principales chaînes d'information françaises de 2007 à 2024.
BFM TV
CNews
LCI
France Info

D'après Médiamétrie, LCI est en 2024, la troisième chaîne d'information la plus regardée en France.
|      | Janvier | Février | Mars   | Avril  | Mai    | Juin   | Juillet | Août   | Septembre | Octobre | Novembre | Décembre | Moyenne annuelle |
| ---- | ------- | ------- | ------ | ------ | ------ | ------ | ------- | ------ | --------- | ------- | -------- | -------- | ---------------- |
| 2016 |         |         |        | 0,3 %  | 0,2 %  | 0,2 %  | 0,3 %   | 0,2 %  | 0,4 %     | 0,4 %   | 0,6 %    | 0,5 %    | 0,3 %**          |
| 2017 | 0,5 %   | 0,6 %   | 0,7 %  | 0,7 %  | 0,8 %  | 0,7 %  | 0,6 %   | 0,6 %  | 0,6 %     | 0,6 %   | 0,6 %    | 0,6 %    | 0,6 %            |
| 2018 | 0,6 %   | 0,6 %   | 0,6 %  | 0,7 %  | 0,6 %  | 0,5 %  | 0,6 %,  | 0,6 %, | 0,6 %,    | 0,7 %   | 1,1 %    | 1,5 %    | 0,7 %            |
| 2019 | 1,2 %   | 1,0 %   | 1,0 %  | 1,0 %  | 1,0 %  | 0,8 %  | 0,8 %   | 0,9 %  | 0,9 %     | 0,9 %   | 0,8 %    | 1,0 %    | 1,0 %            |
| 2020 | 1,0 %,  | 1,0 %,  | 1,5 %  | 1,6 %  | 1,5 %  | 1,2 %, | 1,2 %,  | 1,0 %  | 1,0 %     | 1,2 %,  | 1,2 %,   | 1,1 %    | 1,2 %            |
| 2021 | 1,3 %   | 1,0 %   | 1,1 %, | 1,1 %, | 1,1 %, | 1,1 %, | 1,1 %,  | 1,2 %  | 1,1 %,    | 1,1 %,  | 1,1 %,   | 1,3 %    | 1,1 %            |
| 2022 | 1,2 %   | 1,5 %   | 1,8 %  | 1,7 %, | 1,7 %, | 1,5 %, | 1,5 %,  | 1,6 %  | 1,8 %     | 2,0 %,  | 2,0 %,   | 2,0 %,   | 1,7 %            |
| 2023 | 2,0 %   | 1,8 %   | 1,9 %, | 1,9 %, | 2,2 %  | 2,4 %  | 2,0 %   | 2,1 %  | 2,0 %     | 2,1 %   | 1,8 %    | 1,6 %    | 2,0 %            |
| 2024 | 1,7 %,  | 1,7 %,  | 1,9 %  | 1,8 %  | 1,7 %  | 2,0 %  | 1,6 %   | 1,5 %  | 1,7 %     | 1,6 %   | 1,7 %    | 1,8 %    | 1,7 %            |
| 2025 | 1,6 %   | 1,7 %   | 1,8 %, | 1,8 %, | 1,8 %, |        |         |        |           |         |          |          |                  |

Source : Médiamétrie
Légende :
- Meilleur score mensuel de l'année.
- Pire score mensuel de l'année.
- Meilleur score mensuel absolu et de l'année.

## Diffusion
LCI est diffusée dans l'offre gratuite de la télévision numérique terrestre française (hors outre-mer), sur les réseaux câblés français et francophones européens (Belgique, Luxembourg et Suisse), certains bouquets satellitaires (Canalsat France, Réunion, Calédonie, Caraïbes, Parabole Réunion, TNS Tahiti, Nui Satellite, MultiTV Afrique), les offres xDSL et IPTV, la téléphonie mobile (Orange, Bouygues Telecom, SFR et Proximus) ainsi que via Internet.
En juin 2005, la chaîne inaugure une déclinaison de ses programmes, baptisée LCI Mobile, qui retransmet en boucle le dernier journal diffusé sur son antenne, à l'intention des abonnés UMTS et EDGE de l'opérateur Orange SA. Une offre similaire est lancée par l'opérateur Bouygues Telecom à l'automne 2005.
Du 15 février 2006 au 12 décembre 2012, LCI est diffusée sur le canal 38 de la TNT payante (puis canal 48 du 12 décembre 2012 au 5 avril 2016).
Pendant quelques mois de 2006, LCI est provisoirement disponible en clair sur la TNT italienne[réf. nécessaire].
Depuis janvier 2007, LCI est disponible sur internet dans une nouvelle version intitulée « LCI Intégrale ».
Depuis octobre 2008, LCI diffuse la totalité de son antenne au format 16/9 contre 4/3 auparavant.
Depuis janvier 2012, LCI est disponible sur les bouquets optionnels des fournisseurs xDSL TV (Orange, SFR et Bouygues Telecom).
Depuis août 2012, LCI est disponible en haute définition sur les réseaux de La TV d'Orange et de Bouygues Telecom.
La nouvelle loi sur l'audiovisuel français comportant un volet permettant aux chaînes de la TNT payante de demander au CSA de passer en clair, en janvier 2014, LCI en demande l'autorisation. Le CSA rejette la demande le 29 juillet 2014, mais l'échéance est finalement repoussée à mi-2015, permettant ainsi l'examen d'un recours devant le Conseil d'État. Ce dernier annule la décision du premier, lequel va devoir réexaminer la demande dans un délai de six mois. Finalement, Le 17 décembre 2015, le CSA annonce le passage à la TNT gratuite de LCI. Le 19 février 2016, le CSA annonce la date effective du passage à la gratuité sur le canal 26 pour le 5 avril 2016 après la signature de la nouvelle convention de LCI le 17 février 2016.
Depuis octobre 2022, LCI, ainsi que les chaines gratuites de la TNT du groupe TF1 sont accessibles gratuitement en free to air, via le satellite Astra 1. Cette diffusion fait suite à une interruption momentanée de la diffusion en cryptée auprès des abonnés Canal+ et TNTSAT, à la suite d'un différend commercial. Toutefois, malgré la reprise des émissions en crypté au sein des bouquets Canal+ et TNTSAT, cette diffusion en free to air continue. La réception de LCI est donc assurée gratuitement dans la quasi-totalité de l'Europe continentale.

### En Belgique
LCI est diffusée en Belgique via le câblo-opérateur Voo (câblo-opérateur en Belgique francophone) via le canal 140 et Telenet pour Bruxelles et la Flandre. LCI est diffusée aussi via l'opérateur TéléSAT sur le canal 71 en HD, elle est également disponible via Proximus TV sur le canal 195.

## Image de la chaîne
LCI a choisi un traitement de l'information proche de celui des journaux comme Le Figaro, Les Échos ou La Tribune. Les débats y sont nombreux, l'actualité économique est très présente en journée. Depuis son arrivée sur la TNT gratuite, la place de l'actualité générale française et étrangère est plus étoffée.

## Critiques
La chroniqueuse Élodie Mielczareck, spécialiste du décryptage de la communication politique, déclare avoir été évincée de LCI en 2018 lors des manifestations des gilets jaunes ; la direction de la chaine lui aurait reproché ses opinions « trop à gauche » à cause d'une remarque sur le « mépris de classe ».
Saisi en 2020, le Conseil de déontologie journalistique et de médiation estime que le traitement réservé le 19 février 2020 à l'invité de l’émission « Le Club Le Chatelier » porte atteinte à sa dignité et constitue un manquement à la déontologie.
En 2020, Arrêt sur images découvre que LCI a passé la même interview de Yannick Jadot 31 fois sur 4 nuits (dont 9 fois d'affilée sur la même nuit), afin de rattraper son quota de temps de parole de personnalités politiques de gauche.
En mars 2023, l'ARCOM constate dans une décision que LCI a manqué à ses obligations en matière d'honnêteté et de rigueur dans le traitement de l'information après que la chaîne ait faussement affirmé qu'aucune manifestation de protestation contre les sanctions imposées à la Russie n'a été tenue le 3 septembre 2022 à Paris, alors que ladite manifestation a pourtant bien eu lieu. La chaîne fait recours contre la décision de l'ARCOM auprès du Conseil d'État, qui rejette le recours en décembre 2024.
En août 2024, les autorités maliennes suspendent LCI au Mali, pour deux mois. Les autorités accusent LCI d'avoir diffusé "des fausses accusations" d'un consultant contre l'armée malienne et ses alliés russes.